# Strzelectwo na Letnich Igrzyskach Olimpijskich 1908 – runda podwójna do sylwetki jelenia
Runda podwójna do sylwetki jelenia była jedną z konkurencji strzeleckich na Letnich Igrzyskach Olimpijskich 1908. Zawody odbyły się w dniach 9-10 lipca. W zawodach uczestniczyło 15 zawodników z 4 państw.
Każdy zawodnik oddał 20 strzałów do sylwetki jelenia z odległości 110 jardów. Cel w kształcie jelenia wykonywał 10 przebiegów o długości 75 stóp każdy. Każdy przebieg trwał 4 sekundy. Na sylwetce oznaczone były trzy okręgi. Za trafienie w sam środek przyznawano 4 punkty, za większy 3 punkty i za największy 2 punkty. Trafienie w cel, ale poza okręgi był nagradzany 1 punktem. Maksymalna liczba punktów do zdobycia wynosiła 80.

## Wyniki
| Miejsce | Zawodnik                   | Wynik |
| ------- | -------------------------- | ----- |
| 1       | Walter Winans              | 46    |
| 2       | Ted Ranken                 | 46    |
| 3       | Oscar Swahn                | 38    |
| 4       | Maurice Blood              | 34    |
| 5       | Albert Kempster            | 34    |
| 6       | William Ellicott           | 33    |
| 6       | Alexander Rogers           | 33    |
| 8       | Ernst Rosell               | 27    |
| 9       | John Bashford              | 25    |
| 10      | James Cowan                | 24    |
| 11      | Charles Nix                | 22    |
| 12      | Léon Tétart                | 21    |
| 13      | William Russell Lane-Joynt | 20    |
| 14      | Maurice Robion du Pont     | 18    |
| 15      | Joshua Millner             | 15    |